# Biscainho
Biscainho é uma povoação portuguesa sede da Freguesia de Biscainho do Município de Coruche, freguesia com 81,37 km² de área e 960 habitantes (censo de 2021), tendo, assim, uma densidade populacional de 11,8 hab./km².
A freguesia foi criada pela lei nº 43/84, de 31 de dezembro, com lugares desanexados da freguesia de Coruche.

## Demografia
A população registada nos censos foi:
| Distribuição da População por Grupos Etários | Distribuição da População por Grupos Etários | Distribuição da População por Grupos Etários | Distribuição da População por Grupos Etários | Distribuição da População por Grupos Etários |
| -------------------------------------------- | -------------------------------------------- | -------------------------------------------- | -------------------------------------------- | -------------------------------------------- |
| Ano                                          | 0-14 Anos                                    | 15-24 Anos                                   | 25-64 Anos                                   | > 65 Anos                                    |
| 2001                                         | 124                                          | 119                                          | 600                                          | 214                                          |
| 2011                                         | 133                                          | 77                                           | 549                                          | 315                                          |
| 2021                                         | 99                                           | 88                                           | 437                                          | 336                                          |

## História
Freguesia de criação recente, a sua instituição data de 31 de Dezembro de 1984. A sua população de 1021 habitantes dedica-se essencialmente à agricultura e à exploração florestal. Também tem relevância a criação de gado bovino e cavalar e a apicultura. É terra de grandes tradições nas artes de cavalgar e de tourear, tendo daqui saído uma destacada figura da tauromaquia portuguesa, David Ribeiro Telles, e seus filhos, João e António Palha Ribeiro Telles, criados na Herdade da Torrinha.
No século XVI o Livro do Tombo da Misericórdia de Coruche já refere o "Casal de Biscainho" e, nos dois séculos seguintes, no Livro das Rendas e no Traslado do Livro do Tombo das Confrarias é mencionada a "Herdade do Biscainho". Os seus foros são do final do século XIX e em alguns pontos da actual freguesia há poucas dezenas de anos predominava o beirão nortenho. A origem do topónimo tem sido explicada através de duas versões: uma, popular, fala de abelhas biscainhas, a outra, de acordo com os dicionários da língua portuguesa, diz-nos que aqui se estabeleceu outrora um espanhol natural da Biscaia, ou seja, um Biscainho.

## Festas e Romarias
- São João de Deus (24 de julho)

## Actividades Económicas
- Agricultura (tomate, arroz, milho, girassol e beterraba) e exploração florestal (eucalipto, pinheiro e sobreiro).

## Gastronomia
- Febras de porco recheadas; enchidos de porco, bolo de mel e bolo branco.

## Artesanato
- Alfaiataria (casacos e calções dos cavaleiros tauromáquicos)
- Tecelagem (tapetes em ponto de cruz)
- Sapataria manual

## Património Cultural e Edifícado
- Igreja Matriz
- Herdade da Torrinha
- Herdade dos Fidalgos
- Herdade dos Cavaleiros